# یواس‌اس رادولف (۱۸۶۳)
یواس‌اس رادولف (۱۸۶۳) (به انگلیسی: USS Rodolph (1863)) یک کشتی بود که طول آن not known بود. این کشتی در سال ۱۸۶۳ ساخته شد.